# Мокрое (Лебедянский район)
Мо́крое — село Большеизбищенского сельсовета Лебедянского района Липецкой области России.
По документам известно с 1761 года. Название — по мокрым (болотистым) местам, которые находились поблизости.
Село — центральная усадьба сельскохозяйственного предприятия ЗАО «СХП „Мокрое“».

## География
Расположено в 2 км северо-западнее села Порой. Автодорогой связано с шоссе Доброе — Лебедянь. Вдоль юго-восточной границы Мокрого проходит границы с Добровским районом.

## История
В Ревизских сказках Сокольского уезда село Мокрое упоминается с 1761. Распространённая ошибка отождествлять село с известным в XVII веке селом Мокрый Буерак (Боярак), ныне это село Ржавец Задонского района. В 1862 г. казённая деревня Мокрая (Мокрое) имела 82 двора, 494 мужчины и 382 женщины. Своё название Мокрое получило по мокрым, болотистым местам. В 1868 году в Мокром на средства прихожан была построена деревянная холодная церковь с престолом Покрова Пресвятой Богородицы. Это была вторая церковь, первая деревянная Покровская церковь была построена в 1816 году и сгорела в 1864 году.
В 1912 году лебедянским земством в селе было построено новое здание школы. С 1908 года в ней работали учитель В. В. Голева и законоучитель священник В. Грошев.
В 1915 году село принадлежало Б. Избищенской волости. Престольным праздником в селе считается Покров. В 1926 в Мокром было 213 дворов и 1139 жителей. В 1931 году перестали проводить службы в церкви. Через несколько лет церковь закрыли. Потом разобрали колокольню, растащили и сожгли в печах иконостас. Сохранившуюся часть церкви использовали под зернохранилище, затем, под клуб. В 1997 году в Мокром было 104 двора и 262 жителя.

### Современность
СУ-11 «Липецкстрой» учредил в Мокром сельскохозяйственное предприятие ЗАО СХП «Мокрое». На 12 тыс. гектаров земли здесь ежегодно производится 10,2 тыс. тонн зерновых культур, молочный комплекс даёт более 15 тыс. тонн молока. Перерабатывается 30 тонн молока в сутки. Мясоперерабатывающий завод выпускает 2,5 тонны продукции мясных изделий в сутки. Построен завод растительных масел по выпуску пищевого масла двойного отжима как из традиционных культур, подсолнечника и рапса, так и редкого амаранта. В селе построены пекарня, новое здание средней школы, клуб и жилые дома. Построена новая церковь во имя святых новомучеников и исповедников Российских. Освящение храма совершил в 2006 году глава Липецкой и Елецкой епархии епископ Никон. При церкви построили дом для священника и церковной лавки. Храм стоит рядом с новой средней школой.
В июне 2011 года в с. Мокрое был открыт отдельный пожарно-спасательный пост № 35, обслуживающий территорию трёх сельских администраций района (Б-Избищенской, Куйманской и Павловской) с общей численностью населения более 3400 человек, а также прилегающий участок автодороги Липецк-Данков.

## Известные личности
Бычков Максим Андреевич - мастер завода НЛМК.

## Население
| 2010 |
| ---- |
| 667  |